# غريغوري هربرت
غريغوري هربرت (بالإنجليزية: Gregory Herbert)‏ هو عازف جاز أمريكي، ولد في 19 مايو 1947 في فيلادلفيا في الولايات المتحدة، وتوفي في 31 يناير 1978.

## وصلات خارجية
- غريغوري هربرت على موقع ميوزك برينز (الإنجليزية)
- غريغوري هربرت على موقع أول ميوزيك (الإنجليزية)
- غريغوري هربرت على موقع ديسكوغز (الإنجليزية)